# Robinson (rivière)
Pour les articles homonymes, voir Robinson.
La rivière Robinson  (en anglais : Robinson River) est un cours d’eau de la région de la West Coast de l’Île du Sud de la Nouvelle-Zélande.

## Géographie
C’est un affluent de la rivière  ”Upper Grey River” et la plus grande partie de la rivière s'écoule dans le parc de la Réserve du lac Sumner. Prenant naissance sur les pentes du Mont Boscawen à 1780 m d’altitude, à environ 12 km au sud de Lewis Pass, la rivière court vers l’ouest-sud-ouest le long d’une vallée étalée et étroite tournant au nord-ouest pour atteindre la rivière « Upper Grey »,.
Certaines cartes anciennes représentent la rivière sous le nom de « Marchant River » ou de « Marchant Robinson River » .
Un chemin de randonnée de deux jours, connu sous le nom de « Robinson River Track » remonte la rivière Robinson avant  de franchir un col via une route empierrée, pour rejoindre le chemin du « Lake Christabel Track ». Il y a deux refuges de randonnées maintenus en état par le « Department of Conservation » à cote de la rivière.
La rivière est nommée d’après le surintendant  de la Province de Nelson : John Perry Robinson (1809–1865) .